# Spartacus (Fernsehserie)
Spartacus ist eine Fernsehserie des amerikanischen Kabelsenders Starz, die am 22. Januar 2010 startete. In Anlehnung an die wenigen gesicherten historischen Grundlagen zeichnet sie eine fiktive Lebensgeschichte des thrakischen Gladiators Spartacus (in der ersten Staffel gespielt von Andy Whitfield, danach von Liam McIntyre), der von 73 bis 71 v. Chr. einen nach ihm benannten Sklavenaufstand gegen die römische Republik führte. Sie beschäftigt sich mit dem nur in wenigen Fragmenten überlieferten früheren Leben von Spartacus, seinem Aufstieg zu einem der besten Gladiatoren Capuas und der anschließenden Revolte gegen Rom. Produzenten der Serie sind Steven S. DeKnight, der zugleich Hauptdrehbuchschreiber ist, Robert Tapert und Sam Raimi. Die meisten Folgen der Serie (außer der sechsten) erhielten wegen der Darstellung von Gewalt, expliziten sexuellen Inhalten und grober Sprache in Deutschland eine Altersfreigabe ab 18 Jahren. Staffel 1, 2 und das Prequel wurden sogar wegen vereinzelten Episoden von der FSK abgelehnt, d. h., es werden gekürzte kJ-Fassungen („keine Jugendfreigabe“; FSK ab 18) aber auch ungekürzte SPIO/JK-Fassungen („keine schwere Jugendgefährdung“) auf DVD und Blu-ray vertrieben.
Aufgrund des Krebsleidens von Hauptdarsteller Andy Whitfield mussten die Dreharbeiten der zweiten Staffel verschoben werden; unabhängig von ihm entstand die Prequel-Serie Spartacus: Gods of the Arena.

## Handlung

### Staffel 1 (Blood and Sand, 2010)
Die erste Staffel handelt davon, wie Spartacus einige Jahrzehnte vor dem Ende der Römischen Republik vom Verbündeten der Römer zu ihrem Gefangenen wird. Ausgelöst durch den Wortbruch des nach Ruhm strebenden römischen Befehlshabers Claudius Glaber, weigert sich Spartacus als mit Rom verbündeter thrakischer Heerführer im Krieg gegen die barbarischen Geten, weiterhin für die Römer zu kämpfen. Glaber befiehlt den Thrakern, mit ihm gegen König Mithridates VI. zu kämpfen, was die Preisgabe der thrakischen Dörfer bedeuten würde. Spartacus widersetzt sich, löst damit eine Revolte der thrakischen Soldaten gegen die Römer aus und wird dafür bestraft. Gemeinsam mit seiner Frau Sura wird er von den Römern gefangen genommen und beide getrennt voneinander als Sklaven nach Italien gebracht. Zur Strafe soll Spartacus in der Arena von Capua durch vier Gladiatoren den Tod finden. Wider Erwarten gelingt es ihm jedoch, alle Gegner zu besiegen.
Der Gladiatorenmeister Batiatus, der nach höheren gesellschaftlichen Weihen strebt, wird durch den Kampf auf ihn aufmerksam und erwirbt Spartacus, um ihn in seiner Gladiatorenschule in Capua auszubilden. Nach anfänglichen Schwierigkeiten wird er der Liebling der Bevölkerung und stößt den Gallier Crixus, den bisher besten Gladiator Capuas, vom Thron. Von nun an muss Spartacus als Gladiator in der Arena um sein Überleben kämpfen, während ihm Batiatus Unterstützung bei der Suche nach seiner verschwundenen Frau Sura zusagt. Doch Batiatus betrügt Spartacus, indem er seine Frau Sura töten lässt, um ihn zum weiteren Kämpfen in der Arena zu zwingen, und gibt damit den Anlass für den von Spartacus aus Rache initiierten Aufstand der Gladiatoren.

### Staffel 2 (Vengeance, 2012)
Spartacus und die geflohenen Gladiatoren leben verborgen in den Abwasserkanälen der Stadt. Neben einer Spartacus treu ergebenen Gruppe existierte eine Gallier-Gruppe, die Crixus zu ihrem Anführer erkoren hat. Während Spartacus nach einem höheren Ziel, der Befreiung aller Sklaven, strebt, treibt Crixus in erster Linie die Suche nach seiner verschollenen Liebe Naevia an. Daneben setzt der inzwischen zum Praetor Roms aufgestiegene Glaber mittlerweile alles daran, um Spartacus gefangen zu nehmen, dessen Freiheitskampf zunehmend zur Belastung seiner politischen Karriere wird. Dabei wird er von seinem Amtskollegen Publius Varinius und dem mit ihm verbündeten Capuaner Seppius behindert, die auf seinen politischen Sturz hinarbeiten. Crixus schließt sich im Gegenzug für die Hilfe bei der Befreiung Naevias Spartacus’ Freiheitskampf an. Die Gruppe sucht geheime Zuflucht am Vesuv und beginnt gezielt mit der Befreiung von Sklaven und Kämpfern, um sie für den Kampf gegen Rom auszubilden. Unter anderem mit der Hilfe Ashurs gelingt es Glaber jedoch, den Unterschlupf der Gladiatoren ausfindig zu machen und diese zu einem Entscheidungskampf zu zwingen. Durch eine List (sie seilen sich an einem Berghang ab) gelingt es den zuvor Belagerten, Glabers Truppen vernichtend zu schlagen. Glaber fällt im Zweikampf mit Spartacus.

### Staffel 3 (War of the Damned, 2013)
Spartacus und die inzwischen zu einer Armee herangewachsenen Sklaven leben außerhalb der Stadt in Kälte und Hunger. Innerhalb ihrer Reihen herrschen Korruption und Missmut. Nachdem Marcus Crassus beauftragt wurde, die Mittel für eine 10.000 Mann starke Armee zu stellen, überfallen Spartacus und seine Leute einen Botentrupp und fangen diese Nachricht ab, woraufhin sie die bisherigen militärischen Führer stellen und töten können. Durch diesen von Crassus vorhergesehenen Zug vonseiten Spartacus’ bekommt er die alleinige Befehlsgewalt über das Heer und wird zum Imperator. Gleichzeitig trifft Caesar wieder in Rom ein und wird von Crassus auf eine Sondermission geschickt. Er schleicht sich, unter andere Sklaven gemischt, in die von Spartacus zwischenzeitlich besetzte Stadt Sinuessa ein und stiftet Unruhe und Streit zwischen Crixus und Spartacus. Während dies geschieht, greift Tiberius Spartacus mit ein paar Mann an, der den Angriff aber mit Hilfe von Piraten abwehren kann. Die Männer von Tiberius fliehen, obwohl er befiehlt die Stellung zu halten. Crassus ist darüber sehr erzürnt und beschließt eine Dezimierung der Einheit Tiberius’ durchzuführen, an der auch sein Sohn Tiberius teilnehmen muss. Dabei stirbt Tiberius’ bester Freund und er selbst muss in das Zweitlager des Trosses ziehen.
Die Lage in der Stadt eskaliert, als Naevia Gannicus’ Freund (einen Römer) tötet und außerdem Crixus dazu verleitet, die gefangenen Römer zu töten (Spartacus hat vorgegeben, mit den Piraten auf einer Reise zu sein), doch Spartacus greift ein und entlässt Crixus als Berater. Marcus Crassus, der einsieht, dass er sich mehr um seinen Sohn kümmern muss, schickt seine Sklavin, die er sehr liebt, zu Tiberius. Doch dieser vergewaltigt sie aus Rache an seinem Vater und zwingt sie, es keinem zu erzählen. Crassus besticht die Piraten, die es daraufhin einigen Römern ermöglichen, in die Stadt einzudringen und sie zurückzuerobern. Spartacus ist gezwungen, mit seiner Gefolgschaft in die Berge zu ziehen, während Gannicus zurückbleibt, um ihnen Zeit zu verschaffen. Caesar und Tiberius geraten immer öfter in Konflikte untereinander. Nach den öffentlichen Hinrichtungen der von den Römern gefangenen Sklaven gelingt Gannicus mit zwei weiteren Sklavinnen die Flucht. Die Wiedersehensfreude mit Spartacus wird jedoch von der Erkenntnis getrübt, dass sie den Berg nicht überqueren können, da Crassus eine Mauer errichten ließ, die das Weitergehen unmöglich macht. Spartacus tappt erneut in eine Falle von Crassus, als er versucht ihn in seinem eigenen Zelt zu töten, kann aber entwischen. Schließlich schaffen es Spartacus und seine Armee die Mauer zu überwinden und sie können weiterfliehen. Crixus gefällt es nicht, vor den Schlachten davon zu rennen und hat häufiger Auseinandersetzungen mit Spartacus.
Der Konflikt zwischen Caesar und Tiberius spitzt sich immer weiter zu, was auch damit zu tun hat, dass Caesar von der Vergewaltigung erfahren hat und droht, es Marcus zu erzählen, dessen Herz aufgrund der Flucht seiner Sklavin gebrochen ist. Daraufhin vergewaltigen Tiberius und einige seiner Männer Caesar, um ein Druckmittel gegen ihn zu haben. Dieser gehorcht ihm daraufhin. Nachdem Spartacus den Plan gefasst hat über die Alpen zu fliehen und sich dort zu verteilen, will Crixus gegen Rom ziehen, was Spartacus ihm erlaubt. Crixus und die, die ihm folgen (darunter auch Agron), trennen sich von Spartacus. Bevor Crixus geht, versöhnt er sich mit Spartacus und sagt, dass er für ihn wie ein Bruder sei. Als Crixus kurz vor Rom eine weitere Streitmacht besiegt, die den Weg versperrt hat, tauchen plötzlich Crassus und seine Armee auf, besiegen die Armee des Galliers und töten ihn. Die Römer schicken Naevia zu Spartacus, um die Nachricht von Crixus’ Niederlage zu überbringen.
Spartacus schickt zwei Männer zu Crassus, die sich als Boten der Armee des Pompeius ausgeben und bitten ihn, mit in das Lager zu kommen. Dieser schickt seinen Sohn mit ihnen, der damit in die Falle von Spartacus tappt. Letzterer lässt die Begleiter von Tiberius gegen die früheren Gladiatoren vor seiner Armee als Publikum antreten. Als Tiberius gegen Naevia kämpfen soll, erreicht Spartacus eine Botschaft von Crassus, der ihm einen Vorschlag unterbreitet: Ein Tausch von 500 Gefangenen von Crixus’ früherer Armee gegen seinen Sohn. Spartacus willigt ein, doch als sie Tiberius abführen wollen, tötet ihn die Sklavin, die von ihm vergewaltigt worden war. Caesar macht den Vorschlag, diese zusätzlich mitzunehmen und Marcus Crassus zu übergeben, da dieser sie liebt. Die 500 Mann kommen frei, darunter der verletzte Agron. Spartacus beschließt gegen Crassus’ Heer zu ziehen, um entweder diesen zu töten oder selbst im Kampf zu sterben. Im Laufe der Schlacht wird das Rebellenheer komplett aufgerieben. Naevia fällt zusammen mit den meisten Rebellen. Es kommt zum Einzelkampf zwischen Spartacus und Crassus. Der frühere Gladiator wird im Laufe des Kampfes jedoch hinterrücks von drei römischen Speeren durchbohrt und lebensgefährlich verletzt. Crassus wird kurzzeitig abgelenkt, wodurch Spartacus mit Hilfe von Agron und Nasir die Flucht in die Berge gelingt. Gannicus und alle übrigen Gefangenen werden entlang der Via Appia von Rom nach Capua gekreuzigt. Spartacus erliegt kurze Zeit später seinen Verwundungen.

## Figuren
Spartacus
Spartacus ist ein thrakischer Heerführer, der sich als Verbündeter Roms im Kampf gegen die Daker seinem römischen Befehlshaber Claudius Glaber widersetzt und infolgedessen gemeinsam mit seiner Frau Sura gefangen genommen wird. Nach Capua verschleppt, soll er im dortigen Amphitheater bei einem Gladiatorenkampf gegen vier Gegner gleichzeitig den Tod finden. Doch er besiegt seine Gegner und überlebt, woraufhin er als Sklave an Batiatus verkauft wird und selbst zum Gladiator ausgebildet werden soll.
Von seiner Frau getrennt und im Unklaren über ihr Schicksal, wird Spartacus von der Hoffnung angetrieben, sich und Sura eines Tages befreien zu können. Dafür unterwirft er sich sogar der Profitgier Quintus Lentulus Batiatus’, des Herrn der Gladiatorenschule, der Spartacus im Gegenzug für seine Ergebenheit die Befreiung seiner Frau in Aussicht stellt. Spartacus steigt als „Schlächter von Theokoles“ zum ersten Kämpfer von Capua auf, doch Batiatus hintergeht ihn und gibt Anweisung, Spartacus’ Frau während eines vorgetäuschten Überfalls schwer zu verletzen, sodass sie in Spartacus’ Anwesenheit stirbt. Als Spartacus die Wahrheit erfährt, ist dies für ihn der Anlass, den Aufstand der Gladiatoren auszulösen. Er schafft es dabei erst in buchstäblich letzter Sekunde, seinen Rivalen Crixus dafür zu gewinnen, indem er ihm während eines Gladiatorenkampfes auf Leben und Tod klarmacht, dass er beim gemeinsamen Kampf der beiden durch Batiatus und Lucretia heimlich mittels Gift geschwächt wurde, damit er verliert und stirbt.
Da viele Männer unabhängig von Spartacus’ Status als erster Kämpfer immer noch loyal zu Crixus stehen und nur seinem Befehl gehorchen, ist Crixus’ Verbündung mit Spartacus der Start für ein blutiges Massaker unter Batiatus’ Soldaten und Gästen des Kampfes zwischen Spartacus und Crixus. Am Ende des Massakers konfrontiert Spartacus Batiatus damit, dass er weiß, dass dieser seine Frau ermorden ließ und rächt sich an Batiatus, indem er ihm die Kehle durchschneidet und ihn so tötet. Anschließend hält er eine Rede an die Gladiatoren, in der er deutlich macht, dass er die grausame Behandlung der Sklaven durch ihre Herren satt habe und sich mit ihnen gegen Rom erheben will. Dies ist der Beginn eines Sklavenaufstandes, der in der zweiten Staffel fortgeführt wird.
In der zweiten Staffel ist Spartacus vor allem bemüht, weitere Sklaven für seine Revolte zu gewinnen. Gleichzeitig ist es aber sein Ziel, seinen Feind Glaber zu töten, da dieser durch die Versklavung seiner Frau und ihre Trennung erst die schlimmen Ereignisse auslöste, die zu ihrem Tod führten. Am Ende der zweiten Staffel gelingt ihm dies und er tötet Glaber, der mit der Niederschlagung von Spartacus’ Sklavenaufstand beauftragt wird, im Zweikampf, indem er ihm sein Schwert durch den Mund in den Hals rammt. Er selbst führt gemeinsam mit Agron, Gannicus, Crixus und Donar die Rebellion an. In seinem letzten Kampf gegen Crassus wird er schwer verwundet, kann aber mithilfe von Agron und Nasir entkommen und erliegt später seinen Verletzungen.
Quintus Lentulus Batiatus
Der Römer Batiatus ist der Herr (lat.: dominus) der Gladiatorenschule (lat.: ludus) und damit deren Gladiatorenmeister (lat.: lanista). Obwohl nicht von hohem Stande, strebt er danach, in die Ämterlaufbahn Capuas aufzusteigen und seinen gesellschaftlichen Status zu verbessern. Sein ärgster Kontrahent dabei ist Solonius, der Besitzer einer rivalisierenden Gladiatorenschule. Er und seine Frau Lucretia, die für ihn die perfekte Partnerin darstellt, ergänzen sich körperlich wie auch emotional. Seit er jedoch in finanziellen Schwierigkeiten steckt, steht er unter großem Erfolgsdruck und hofft, sich durch den Kauf von Spartacus aus der Lage befreien zu können. Batiatus erkennt bereits bei Spartacus’ erstem Auftritt in der Arena schnell, dass dieser ein talentierter Kämpfer ist, aus dem er Profit und einen Vorteil gegenüber Solonius zu schlagen erhofft.
Menschen und Bediensteten gegenüber, die ihm loyal ergeben und bei der Erfüllung seiner Ziele behilflich sind, gibt er sich wohlwollend und gönnerhaft. Personen, die sich ihm in den Weg stellen oder von denen er sich beleidigt fühlt, begegnet er jedoch mit ungezügelter Brutalität und Wut. So lässt er seine Widersacher Ovidius und Solonius sowie den Magistraten Calavius ermorden. Mit seinem Wissen über die Ermordung Licinias durch Ilithyia erpresst er zudem ihren Mann Glaber, um sich dessen politische Unterstützung zu sichern. Um den widerspenstigen Spartacus enger an den Ludus zu binden, verspricht er diesem, ihn bei der Suche nach seiner Frau zu unterstützen. In Folge nährt er Spartacus’ Hoffnung auf eine baldige Wiedervereinigung, gibt in Wirklichkeit jedoch den Befehl, Sura auf der Anfahrt zum Ludus schwer zu verletzen, sodass sie vor Ort in Spartacus’ Armen verstirbt. Als Spartacus die Wahrheit herausfindet, animiert dieser die übrigen Gladiatoren zur Rebellion und tötet Batiatus.
Lucretia
Lucretia ist Batiatus’ Ehefrau. Sie strebt nach dem gesellschaftlichen Aufstieg und sehnt sich verzweifelt danach, Batiatus endlich einen Erben schenken zu können. Als bereitwillige Gehilfin ihres Mannes greift sie zu Täuschung und Erpressung, um die gemeinsamen Ziele zu erreichen. Spartacus steht sie kritisch gegenüber, da sie ihn für schwer kontrollierbar hält und fürchtet, er könne zu einer Gefahr für die Gladiatorenschule werden. Außerdem hegt sie insgeheim eine große Begierde für Spartacus’ Widersacher Crixus, den ersten Kämpfer in der Arena in Capua, den sie in Abwesenheit ihres Mannes regelmäßig gegen seinen Willen zur Befriedigung ihrer sexuellen Wünsche in ihre Privaträume bringen lässt. Diese Begierde bringt sie unwissentlich auf Gegenkurs zu Glabers Frau Ilithyia, mit der sich Lucretia im Laufe der ersten Staffel anfreundet und die ohne Wissen ihrer Intimbeziehung ebenfalls ein Auge auf den Gladiator geworfen hat. Ihre Eifersucht lässt sie dabei Ilithyia gegenüber zunehmend skrupelloser werden.
Lucretia gelingt es schließlich, mit Hilfe von Crixus schwanger zu werden. Während des Sklavenaufstands wird sie von ihm jedoch schwer verwundet. Zwar überlebt sie dank der Hilfe Ashurs schwer verletzt, verliert dabei jedoch das Kind. Die Bewohner Capuas sehen in ihrem Überleben ein Zeichen der Götter und betrachten Lucretia von nun an als Gesegnete, was diese wiederum zu ihrem Vorteil zu nutzen weiß. Von Ashur in die Enge getrieben und missbraucht, muss Lucretia wieder Intrigen spinnen, um ihr Schicksal wieder in die eigenen Hände nehmen zu können. So schafft sie es, dass sich Glaber gegen Ashur wendet und die schwangere Ilithyia zur Geburt des Kindes in den Ludus zieht, wo Lucretia dieser schließlich ihre Pläne für sich selbst, Ilithyia und das Kind offenbart. Sie schneidet der hochschwangeren Ilithyia das Kind bei der Geburt heraus und stürzt sich anschließend mit dem Neugeborenen die Schlucht bei Batiatus’ Ludus hinunter.
Marcus Decius Solonius
Ehemals ein enger Vertrauter und guter Freund von Batiatus, wurden sie schließlich Rivalen. Solonius’ und Batiatus’ Gladiatorenschulen konkurrieren nun miteinander und sie selbst versuchen sich gegenseitig zu übertrumpfen und zu demütigen. Das geht schließlich sogar so weit, dass sie aufeinander Mordanschläge verüben. Solonius hat viel für Lucretia übrig, was aber nicht auf Gegenseitigkeit beruht. Gegen Ende der ersten Staffel wird er durch eine Intrige von Batiatus des Mordes an den Magistraten beschuldigt und als Strafe in der Arena von Capua in einem für ihn chancenlosen Kampf gegen Spartacus durch diesen enthauptet.
Oenomaus (Drago)
Sklave des Batiatus, ehemals sehr erfolgreicher Gladiator und nun Ausbilder der Gladiatoren in Batiatus’ Gladiatorenschule. Früher war er einer der besten Gladiatoren aus dem Hause Batiatus, bis er in einem Kampf gegen den legendären Theokoles schwer verletzt wurde. Nach seiner Verletzung wurde er der Ausbilder der anderen Gladiatoren, wobei ihm zu Hilfe kommt, dass er als Einziger einen Kampf mit Theokoles überlebt hat und dadurch den Respekt der anderen Gladiatoren erhält. Er glaubt an die Ehre der Schule und das Haus des Batiatus. Batiatus schlägt Oenomaus ursprünglich vor, ihn zum Meister der Gladiatorenschule zu machen, sollten seine politischen Ambitionen von Erfolg gekrönt sein. Als Oenomaus jedoch erfährt, dass Batiatus Barca sowie den Magistraten Calavius tötete und den Tod Crixus’ zu arrangieren versuchte, bricht er mit seinem Herren und unterstützt die Rebellion in der Gladiatorenschule. Er und Gannicus standen einst einander nahe wie Brüder. Doch als Gannicus und Dragos Frau Melissa einst durch Batiatus zum Geschlechtsakt gezwungen wurden und anschließend ein Verhältnis hatten (zu sehen im Prequel „Gods of the Arena“) und Drago durch Ashur davon in der zweiten Staffel erfährt, ist er von seinem Freund schwer enttäuscht und bricht mit diesem. Ende der zweiten Staffel stirbt Drago im Kampf für die Sklavenrebellion von Spartacus und versöhnt sich im Tode endgültig mit Gannicus.
Crixus
Der Gallier Crixus ist einer von Batiatus’ besten Gladiatoren, Liebesdiener für Lucretia und zunächst der erste Kämpfer von Capua. Er verachtet Spartacus und glaubt an die Bruderschaft der Gladiatoren. Er sieht das Gladiator-Dasein als eine große Ehre und einen Dienst für die Stadt. Allerdings wird er in einem gemeinsamen Kampf mit Spartacus gegen den bislang ungeschlagenen Gladiator Theokoles schwer verletzt. Er verliert seinen Titel an Spartacus, der Theokoles den Todesstoß versetzte, was zu weiteren Spannungen zwischen den beiden führt.
Crixus muss regelmäßig Liebesdienste für seine Herrin Lucretia erbringen, verehrt jedoch insgeheim Naevia, Lucretias Leibsklavin. Beide beginnen heimlich eine Affäre, doch als Batiatus Naevia an Ashur verschenkt, rastet Crixus aus und versucht diesen zu töten. Die enttäuschte Lucretia verkauft Naevia daraufhin an Sklavenhändler, lässt Crixus auspeitschen und durch ein Gift schwächen, damit dieser im Kampf gegen Spartacus unvermeidlich den Tod findet. Doch Crixus schließt sich noch rechtzeitig Spartacus an und vernichtet mit ihm zusammen den gesamten Ludus. In Freiheit gilt sein einziger Gedanke der Suche nach Naevia, die er schließlich aus den Minen befreien kann. Dabei gerät er selbst in Gefangenschaft und soll in der Arena Capuas gemeinsam mit Oenomaus im Kampf gegen Gannicus getötet werden. Er wird jedoch von Spartacus befreit und mit Naevia wiedervereint. Da Naevia Rache für die grausame Behandlung als Sklavin will, bleibt er mit ihr an Spartacus’ Seite und lehrt sie das Kämpfen. Er wird einer der Anführer der Rebellion, hat jedoch nach wie vor seine Dispute mit Spartacus. Er wird später von Crassus’ Sohn Tiberius in einer Schlacht vor Rom getötet, wobei Naevia zusehen muss.
Ilithyia
Glabers Ehefrau Ilithyia ist von hohem Stande und die Tochter des Senators Albinius. Sie hasst Spartacus und entwickelt eine enge, eigennützige Freundschaft zu Lucretia, wodurch sie häufig Gast im Ludus ist. Dabei entwickelt sie eine große sexuelle Begierde nach Crixus. Das bringt sie unwissentlich in Konflikt mit Lucretia, die ihre Zuneigung zu dem Gladiator geheim hält und gegenüber Ilithyia zunehmend eifersüchtig wird. Sie richtet für Ilithyia ein scheinbar intimes Treffen mit Crixus ein, arrangiert es aber unbemerkt so, dass Ilithyia stattdessen mit dem ihr verhassten Spartacus schläft. Ilithyia ist außer sich vor Wut und tötet im Affekt Licinia, die Cousine des reichen Marcus Licinius Crassus. Lucretia hilft ihr zwar darauf, dies zu vertuschen, sie gerät dadurch jedoch auch in deren Abhängigkeit, die diese auszunutzen weiß.
Während der Rebellion der Gladiatoren verlässt sie Batiatus’ Haus in letzter Sekunde und befiehlt ihren Soldaten, die Tore zu schließen, damit kein Römer, insbesondere Lucretia, dem Gemetzel entkomme. In der zweiten Staffel ziehen sie und ihr Mann nach Capua in Batiatus’ altes Haus. Sie ist schwanger, versucht jedoch das Kind zu verlieren, um sich frei und mit der Unterstützung ihres Vaters von Glaber scheiden zu lassen und stattdessen Varinius heiraten zu können. Glaber kommt jedoch hinter ihre Pläne und nutzt die Gelegenheit, um Ilithyias Vater zu töten, während die Rebellen die Arena niederbrennen. Dadurch macht er ihr eine Scheidung unmöglich, wobei es ihm jedoch weniger um sie, als viel mehr um das ungeborene Kind geht. Die einzige Person, auf die sie sich noch stützen kann, scheint Lucretia zu sein. Lucretia eignet sich am Ende der zweiten Staffel aber gewaltsam ihr Neugeborenes an, wodurch Ilithyia stirbt.
Gaius Claudius Glaber
Der Ehemann von Ilithyia und Legat der römischen Armee ist verantwortlich für Spartacus’ Versklavung als Gladiator. Er ist ein ehrgeiziger Karrierist, der in die höhere Ämterlaufbahn aufzusteigen versucht. Seine Legion gehörte zu den Streitkräften des Lukull in dessen Krieg gegen Mithridates. Glaber forderte die Hilfe von Spartacus’ Thrakerstamm im Kampf gegen die mit Mithridates verbündeten Daker an. Als er sich, dem Drängen Ilithyias folgend, auf der Suche nach persönlichem Ruhm jedoch entgegen den Befehlen seines Feldherren mit seinem Heer gegen Mithridates wandte, gab er damit gleichzeitig die verbündeten thrakischen Dörfer den Dakern preis. Durch diese Missachtung des Bündnisvertrags löst er das Aufbegehren der Thraker unter Spartacus aus. Glaber beendet zwar den Aufstand, wird jedoch aufgrund seines Versagens nach Italien zurückbeordert, wohin er auch den gefangenen Spartacus und dessen Frau verschleppen lässt. Dort bemüht er sich, Spartacus’ Tod zu arrangieren, dem er die Schuld für seine Demütigung gibt. Er verkauft Spartacus an Batiatus und seine Frau Sura an einen syrischen Sklavenhändler. Viele Monate später, als Glaber erfährt, dass seine Frau Ilithyia Licinia, die Cousine Marcus Licinius Crassus’, getötet hat, ist er gezwungen, Batiatus Schirmherrschaft für dessen politische Ambitionen zu gewähren, um die eigene politische Karriere in Rom nicht zu gefährden.
In der zweiten Staffel wird er beauftragt, den Aufstand von Spartacus und den übrigen Sklaven niederzuschlagen, was ihm deutlich missfällt, da er eigentlich Ambitionen in Rom hat. Auch seine Ehe mit Ilithyia steht kurz vor dem Ende und sein Schwiegervater, der ihm nie wohlgesinnt war, kündigt ihm an, diese – auch auf Ilithyias ausdrücklichen Wunsch hin – auflösen zu wollen, was auch seine politische und gesellschaftliche Bedeutungslosigkeit zur Folge hätte. Als Spartacus mit seinen Leuten die Arena von Capua niederbrennt, um Crixus und Drago zu befreien, ergibt sich für ihn allerdings die Gelegenheit, seinen Schwiegervater zu töten, was er auch tut, ohne zu zögern. Dadurch bindet er die schwangere Ilithyia wieder an sich. Seine Fehde mit Spartacus wird immer härter und Glaber zeigt immer weniger Skrupel, um sein Ziel zu erreichen und Spartacus endgültig zu töten, bzw. den Sklavenaufstand endgültig niederzuschlagen. Am Ende der zweiten Staffel kommt es zu einem finalen Kampf zwischen den beiden, in dem Glaber allerdings von Spartacus getötet wird.
Ashur
Ashur ist ein ehemaliger Gladiator syrischer Herkunft. Sein Bein wurde von Crixus in der Arena verkrüppelt, weswegen er Batiatus nun als Buchhalter und Handlanger im Haushalt dient. In dieser Funktion ist es ihm erlaubt, sich außerhalb der Gladiatorenschule zu bewegen, was er wiederum dafür nutzt, um gegen Bezahlung zahlreiche Hilfs- und Beschaffungsdienste für die Gladiatoren zu erledigen. Daneben ist er für die Ausrichtung der Geldwetten zuständig. Aufgrund seiner Gehbehinderung setzt er hauptsächlich auf seine Intelligenz und Intrigen, wodurch er unter den Gladiatoren jedoch keine Freunde besitzt. Seine Machenschaften kosten Barca und Pietros das Leben. Seine Hilfe ist für Batiatus aber zugleich von unschätzbarem Wert bei der Beseitigung des Magistrats Calavius und dessen Erzrivalen Solonius. Er schließt sich nicht Spartacus’ Aufstand an. Stattdessen sucht er seinen Vorteil darin, die Römer im Kampf gegen die entflohenen Gladiatoren zu unterstützen, zuerst im Dienste seiner langjährigen Herrin Lucretia, schließlich sogar im Auftrag Glabers. Er gewinnt das Vertrauen Glabers, der ihm großen Freiraum gewährt. Er erhofft sich, für seine Dienste freigelassen zu werden. Doch er fällt einer Intrige Lucretias zum Opfer, aus Rache für die regelmäßigen Vergewaltigungen, zu denen er sie gezwungen hatte. Er verliert den Schutz Glabers und fällt im Zweikampf gegen Naevia, nachdem er den geflohenen Sklaven am Vesuv eine Botschaft überbracht hatte.
Varro und Aurelia
Varro ist ein römischer Bürger, der sich aufgrund von Schulden selbst an den Ludus verkauft, um seine Familie unterstützen zu können. Für Spartacus wird er zugleich zu einem guten Freund und Vertrauten. Spartacus wird bei einem Schaukampf zu Ehren von Numerius, dem Sohn des Magistraten Calavius, gezwungen, Varro zu töten. Dies geschah durch eine Intrige Ilithyias.
Als Varros Ehefrau Aurelia davon erfährt, setzt sie alles daran, Spartacus zu töten. Sie beginnt im Ludus zu arbeiten, weil sie Spartacus’ Geld nicht annehmen will, das ihr dieser für ihren Lebensunterhalt zahlen möchte. Als Aurelia erfährt, dass Spartacus gezwungen wurde, Varro zu töten und dies bitter bereut, verzeiht sie ihm. In Freiheit erhält Varros Frau von Spartacus das nötige Geld und Geleitschutz, um zu ihrem Sohn zu kommen und ein neues Leben zu beginnen. Sie wird jedoch von Glabers Männern abgefangen und schwer zugerichtet. Zwar gelingt es den Rebellen, sie zu befreien, doch sie stirbt kurze Zeit später mit der Warnung an Spartacus, sich von ihrem Sohn fernzuhalten.
Barca und Pietros
Barca, der den Spitznamen „Bestie von Karthago“ trägt, ist einer der erfolgreichsten Gladiatoren Batiatus’. Er diente seinem Herren daher oft als Leibwächter und Auftragsmörder. Barca versucht, genug Geld zu sparen, um sich und seinem Geliebten Pietros die Freiheit zu erkaufen. Dafür schließt er unter anderem Wetten bei Ashur ab. Als Ashur jedoch nicht in der Lage ist, Barca eine große fällige Wettsumme auszuzahlen und daraufhin von Barca bedroht wird, sorgt er durch falsche Anschuldigungen dafür, dass dieser bei Batiatus in Ungnade fällt und ermordet wird. Der nun schutzlos gewordene Pietros wird daraufhin von anderen Sklaven im Ludus missbraucht; in der Folge erhängt er sich.
Mira
Mira ist eine von Lucretias Sklavinnen im Haus des Batiatus. Bevor Spartacus mit der angesehenen Römerin Licinia Sex haben soll, wird Mira zu ihm geschickt, um mit ihm zu schlafen. Er möchte dies jedoch nicht, lässt sie aber, nachdem Lucretia sie ein zweites Mal zu ihm geschickt hat, in seiner Zelle übernachten, wenn sie im Gegenzug nach Varros Frau Aurelia sucht. Später bewahrt Spartacus die Sklavin vor einem Übergriff des Wächters Hector, wodurch sie sich in ihn verliebt, der Gladiator diese Gefühle jedoch nicht teilt. Schließlich überzeugt Spartacus Mira, das Tor zwischen dem Ludus und Batiatus’ Villa zu öffnen und so den Ausbruch zu ermöglichen, im Gegenzug verlangt sie aber, dass er sie so liebt, wie er es mit Sura tat. In der zweiten Staffel führen die beiden eine Beziehung, wobei sich Mira nie sicher ist, was Spartacus nun für sie empfindet. Sie entwickelt sich zu einer Kämpferin, hilft beim Überfall der Minen von Lucania und wird eine ausgezeichnete Bogenschützin. Als sie jedoch versucht, die nach eigener Aussage von Spartacus schwangere Ilithyia, die Gannicus in das Aufständischenlager gebracht hatte, zu töten, beendet Spartacus die Beziehung. Kurz darauf wird Mira im Kampf gegen die Römer am Fuß des Vesuv schwer verletzt und stirbt in Spartacus’ Armen.
Sura
Sura ist Spartacus’ Frau und Priesterin der thrakischen Götter. Sie wurde nach der Rebellion ihres Mannes gegen die Römer von Glaber verschleppt und an einen syrischen Sklavenhändler verkauft. Batiatus verspricht Spartacus, sie im Gegenzug für seine Ergebenheit zu suchen und in die Gladiatorenschule zu bringen. Tatsächlich gibt Batiatus jedoch die Anweisung, einen Überfall zu fingieren und Sura dabei schwer zu verletzen, sodass sie verstirbt. So will er Spartacus langfristig an sich zu binden. Als Spartacus dies herausfindet, organisiert er den Sklavenaufstand und übt Rache, indem er Batiatus ermordet.
Gannicus
Gannicus ist ehemaliger Sklave aus dem Hause Batiatus, der vor einigen Jahren auf Grund einer großartigen Vorstellung in der Arena und Solonius’ Betreiben die Freiheit geschenkt bekam. Nach einiger Zeit kehrt er nach Capua zurück, da er kein Geld mehr hat und beginnt, wieder in der Arena zu kämpfen. Schließlich wird er von Glaber unter Druck gesetzt, Spartacus für diesen zu erledigen. Obwohl er anfangs Spartacus’ Kampf für eine verlorene Sache hält und glaubt, dieser würde alle anderen um ihn herum in den Tod führen, schließt er sich Spartacus schließlich doch an. Gannicus verband einst eine tiefe Freundschaft zu Drago, als beide noch Gladiatoren für das Haus Batiatus’ waren. Nachdem Drago allerdings erfuhr, dass seine Frau und Gannicus einst durch Batiatus zum Geschlechtsakt gezwungen wurden und anschließend ein Verhältnis hatten, schwor er Gannicus Rache dafür. Gannicus ist ein hervorragender Kämpfer und muss sich auch vor Spartacus, Drago oder Crixus nicht verstecken. Er wird in der dritten Staffel einer der Anführer der Rebellion und hat eine Beziehung mit der germanischen Kriegerin Saxa. Später nimmt er sich die Sklavin Sibyll zur Geliebten. Er wird in der letzten Schlacht gegen Crassus und Caesar besiegt, gefangen genommen und stirbt den Tod am Kreuz.
Naevia
Naevia ist Lucretias persönliche und loyale Leibsklavin. Seit ihrer Kindheit steht sie unter dem Schutz von Lucretia, die sie auch vor den Übergriffen anderer Männer bewahrt. Naevia ist die einzige Sklavin im Hause Batiatus’, die keine sexuellen Dienste leisten muss. Sie verliebt sich schlussendlich in Crixus, der ihr schon lange den Hof macht. Batiatus macht Naevia jedoch Ashur zum Geschenk, der Naevia ebenfalls seit Jahren begehrt. Als Crixus dies herausfindet, rastet er aus – Lucretia erfährt auf diese Weise, dass ihre Sklavin ein Verhältnis mit dem von ihr begehrten Gladiator hat. Dies führt schließlich zu ihrer Verbannung. Sie wird erst an einen Sklavenhändler verkauft und von Haus zu Haus gereicht, bis sie sich zur Zwangsarbeit in den Minen wiederfindet. Dort findet und befreit sie Crixus nach der Rebellion in Batiatus’ Haus. Crixus’ Angebot, weit weg ein neues Leben zu beginnen, schlägt sie aus, da nun auch sie die Römer für das, was ihr widerfahren ist, bluten sehen will und lernen will, sich selbst zu verteidigen. Naevia entwickelt sich in der dritten Staffel zu einer gefährlichen Kämpferin und kann sich erfolgreich in den Schlachten gegen die Römer behaupten. In Crixus letzter Schlacht muss sie mit ansehen, wie ihr Geliebter von Tiberius enthauptet wird. Sie wird als Symbol mit Crixus’ Kopf zu den Rebellen geschickt, überlebt jedoch ihr Trauma und kämpft später gegen den gefangen genommenen Tiberius, den sie auf Spartacus’ Bitte am Leben lässt, damit dieser gegen 500 Gefangene ausgetauscht werden kann. Sie wird in der letzten Schlacht durch Caesar getötet.
Agron
Er kommt nach einiger Zeit zusammen mit seinem jüngeren Bruder Duro und einigen anderen Sklaven neu in die Gladiatorenschule. Er achtet und respektiert Spartacus und freundet sich mit diesem bald an. Außerdem ist er sehr darum bemüht, auf seinen jüngeren Bruder aufzupassen und diesen zu beschützen. Crixus und er können sich von Anfang an nicht ausstehen, unter anderem, weil Agron als Germane von Galliern nichts hält. Ihr Verhältnis bessert sich jedoch mit der Zeit. Während des Aufstands stirbt Duro, Agron wird er zu Spartacus’ rechter Hand. Mit zunehmender Zeit verfolgt er allerdings andere Ziele als dieser, was hin und wieder zu Spannungen zwischen den beiden führt. Trotzdem ist er einer von Spartacus’ loyalsten Gefährten. In der dritten Staffel mausert er sich zu einem Anführer. Er führt eine Beziehung zu Nasir. In Crixus letzter Schlacht wird er gefangen genommen und gekreuzigt, überlebt jedoch lange genug, um zurückgeschickt zu werden. Agron überlebt die letzte Schlacht der Rebellen und flieht mit Nasir und den überlebenden Sklaven über die Alpen.
Nasir
Der Syrer Nasir tritt zum ersten Mal in der zweiten Staffel auf, als die befreiten Sklaven eine Villa überfallen, den Herren töten und die Sklaven befreien. Nasir war seinem Dominus jedoch treu ergeben und versucht zunächst, Spartacus umzubringen. Crixus und Agron wollen ihn daraufhin töten, doch Spartacus lässt ihn zum Kämpfer ausbilden. Erst langsam gewinnt er das Vertrauen der anderen, hilft Spartacus und Crixus jedoch, die Minen von Lucania zu überfallen um Naevia zu befreien. Nach der Rückkehr zum anderen Teil der befreiten Sklaven kommt er mit Agron zusammen. In der dritten Staffel schließlich ist er einer der engsten Vertrauten von Spartacus und ein hervorragender Kämpfer. Er überlebt die letzte Schlacht und flieht mit den Überlebenden und Agron über die Berge.

## Produktion
Die Serie wurde ursprünglich am 22. Dezember 2009, einen Monat vor der Serienpremiere, für eine zweite Staffel verlängert, aber die Produktion wurde verzögert, da bei Spartacus-Darsteller Whitfield ein frühes Stadium des Non-Hodgkin-Lymphoms diagnostiziert worden war. Die Produktion zur zweiten Staffel begann, nachdem Whitfield den Krebs vorübergehend besiegt hatte. Nach einem Rückfall wurde die Produktion der Serie allerdings erneut unterbrochen. Am 11. September 2011 verstarb Andy Whitfield schließlich an seinem Krebsleiden.
Am 7. Januar 2011 erklärte der Präsident von Starz, Chris Albrecht, den Journalisten auf der Television Critics Association Pressetour, dass der Sender beschlossen hatte, an der Serie festzuhalten und eine volle zweite Staffel von Spartacus: Blood and Sand zu produzieren. Am gleichen Tag erzählte Albrecht in einem Interview, dass ein neuer Schauspieler für die Hauptrolle in den nächsten Wochen bekannt gegeben werden sollte. Starz gab am 17. Januar 2011 bekannt, dass der australische Schauspieler Liam McIntyre die Rolle des Spartacus ab der zweiten Staffel übernimmt. Nach kurzer Vorbereitungszeit in Neuseeland konnten die Dreharbeiten zur zweiten Staffel mit dem Titel Spartacus: Vengeance (deutsch: Spartacus: Vergeltung) am 4. April 2011 beginnen. Die Dreharbeiten dauerten insgesamt bis Ende Oktober 2011. Bereits im Februar 2011 wurde bekannt, dass Lesley-Ann Brandt um ihre Freistellung gebeten hatte, um ein nicht spezifiziertes anderes Projekt zu verfolgen. Ihre Rolle der Naevia wird in der zweiten Staffel von Cynthia Addai-Robinson gespielt.
Starz gab am 7. November 2011 die Herstellung einer dritten Staffel bekannt. Unter dem Titel Spartacus: War of the Damned (dt. Krieg der Verdammten) wurden weitere zehn Folgen gedreht. Wie von Steven S. DeKnight im Juni 2012 angegeben, handelte es sich um die endgültige Staffel. Die Ausstrahlung in den USA begann am 25. Januar 2013.

### Vorgeschichte
Aufgrund des Krebsleidens Andy Whitfields gab der Sender Starz eine sechs Folgen umfassende Prequel-Staffel unter dem Namen Spartacus: Gods of the Arena (deutsch: Spartacus: Götter der Arena) in Auftrag, wobei Steven S. DeKnight diesmal auch als Produzent in Erscheinung trat. Diese kurze Staffel mit lediglich sechs Folgen war ursprünglich als ein kurzer Rückblick in der zweiten Folge der zweiten Staffel geplant. Der Vorläufer bietet neue (z. B. Marisa Ramirez als Melissa) und bereits bekannte Darsteller (z. B. John Hannah als Batiatus). Die Herstellung begann im Sommer 2010 in Neuseeland. Das Prequel hatte seine Erstausstrahlung am 21. Januar 2011 auf Starz.

## Besetzung und Synchronisation
Die deutsche Synchronisation entstand nach einem Dialogbuch von Marianne Groß und Lutz Riedel und unter der Dialogregie von Riedel durch die Synchronfirma Scalamedia in Berlin.

### Hauptdarsteller
| Rolle                     | Schauspieler           | Synchronsprecher   | Hauptrolle (Episoden) | Nebenrolle (Episoden) |
| ------------------------- | ---------------------- | ------------------ | --------------------- | --------------------- |
| Spartacus                 | Andy Whitfield         | Tobias Kluckert    | 1.01–1.13             |                       |
| Spartacus                 | Liam McIntyre          | Tobias Kluckert    | 2.01–3.10             |                       |
| Crixus                    | Manu Bennett           | Oliver Stritzel    | 1.01–3.08             |                       |
| Ilithyia                  | Viva Bianca            | Anna Grisebach     | 1.01–2.10             |                       |
| Ashur                     | Nick E. Tarabay        | Dennis Schmidt-Foß | 1.01–2.10             |                       |
| Lucretia                  | Lucy Lawless           | Susanne von Medvey | 1.01–2.10             |                       |
| Drago/Oenomaus            | Peter Mensah           | Martin Keßler      | 1.01–2.10             | 3.10                  |
| Quintus Lentulus Batiatus | John Hannah            | Udo Schenk         | 1.01–1.13             |                       |
| Agron                     | Dan Feuerriegel        | Julien Haggége     | 2.01–3.10             | 1.08–1.13             |
| Mira                      | Katrina Law            | Berenice Weichert  | 2.01–2.10             | 1.09–1.13             |
| Gaius Claudius Glaber     | Craig Parker           | Florian Halm       | 2.01–2.10             | 1.01–1.02, 1.12       |
| Naevia                    | Lesley-Ann Brandt      | Marie Bierstedt    |                       | 1.01–1.13             |
| Naevia                    | Cynthia Addai-Robinson | Marie Bierstedt    | 2.03–3.10             |                       |
| Gannicus                  | Dustin Clare           | Robin Kahnmeyer    | 2.05–3.10             |                       |
| Marcus Licinius Crassus   | Simon Merrells         | Torsten Michaelis  | 3.01–3.10             |                       |
| Tiberius Licinius Crassus | Christian Antidormi    | Ricardo Richter    | 3.01–3.10             |                       |
| Julius Caesar             | Todd Lasance           | Norman Matt        | 3.02–3.10             |                       |

### Nebendarsteller
| Rolle                  | Schauspieler          | Synchronsprecher   | Nebenrolle (Episoden) |
| ---------------------- | --------------------- | ------------------ | --------------------- |
| Varro                  | Jai Courtney          | Karlo Hackenberger | 1.01–1.11             |
| Sura                   | Erin Cummings         | Victoria Sturm     | 1.01–1.07, 1.11       |
| Barca                  | Antonio Te Maioha     | Jaron Löwenberg    | 1.01–1.06             |
| Magistrat Calavius     | John Bach             | Christian Rode     | 1.01–1.05             |
| Marcus Decius Solonius | Craig Walsh Wrightson | Lutz Riedel        | 1.01–1.12             |
| Licinia                | Brooke Harman         | Diana Borgwardt    | 1.08–1.10             |
| Seppia                 | Hanna Mangan Lawrence | Jill Schulz        | 2.01–2.09             |
| Nasir                  | Pana Hema Taylor      | David Turba        | 2.02–3.10             |
| Lugo                   | Barry Duffield        | N.N.               | 2.07–3.10             |
| Saxa                   | Ellen Hollman         | Mareile Moeller    | 2.07–3.10             |
| Kore                   | Jenna Lind            | Julia Kaufmann     | 3.01–3.10             |
| Laeta                  | Anna Hutchison        | Esra Vural         | 3.02–3.10             |
| Sibyl                  | Gwendoline Taylor     | N.N.               | 3.02–3.10             |

## Ausstrahlung
Vereinigte Staaten
In den USA startete die Serie am 22. Januar 2010 auf dem Kabelsender Starz. Die Ausstrahlung der zweiten Staffel in den USA erfolgte vom 27. Januar bis zum 30. März 2012. Die dritte Staffel, die den Untertitel War of the Damned trägt, ist die letzte Staffel und wurde vom 25. Januar 2013 bis zum 12. April 2013 bei Starz ausgestrahlt.
Deutschsprachiger Raum
In Deutschland sicherte sich die RTL Group die Pay-TV-Rechte an der Serie, wobei die Free-TV-Rechte bei der ProSiebenSat.1 Media liegen. Die deutschsprachige Erstausstrahlung der ersten Staffel war vom 15. Dezember 2010 bis zum 9. März 2011 jeweils mittwochs beim Pay-TV-Sender RTL Crime zu sehen. Während die vierte Folge ungekürzt im Fernsehen lief, wird sie auf DVD nur in geänderter Fassung veröffentlicht. Im Free-TV begann die Ausstrahlung der Serie am 20. April 2012 mit einer Doppelfolgen bei ProSieben. Da manche der Folgen vor 23 Uhr gesendet wurden, mussten von einigen Folgen geschnittene ab-16-Versionen gezeigt werden, nachts wurden aber die ungeschnittenen Versionen wiederholt.
Die Ausstrahlung der zweiten Staffel bei RTL Crime begann am 11. April und endete am 13. Juni 2012. Die Ausstrahlung der dritten Staffel bei RTL Crime begann am 24. April 2013 und endete am 26. Juni 2013. ProSieben startete die dritte Staffel am 25. April 2014, in der Nacht vom 9. auf den 10. Mai wurde die Staffel abgeschlossen.
Weitere Länder
Die Serie wurde seit dem 25. Januar 2010 in Kanada auf TMN ausgestrahlt. In den Niederlanden gab der Sender RTL 5 in seinem Newsletter für den Januar 2010 bekannt, dass Spartacus: Blood and Sand im März 2010 gestartet werde. Im Vereinigten Königreich begann der Sender Bravo UK die Ausstrahlung am 25. Mai 2010. Die Serie wird seit dem 1. Juni 2010 in Ungarn auf HBO Magyarország und seit 19. Juni 2010 in Polen auf HBO Polska gezeigt. Des Weiteren wird die Serie in vielen Ländern Lateinamerikas und in Irland ausgestrahlt.

## Vermarktung

### Videospiele
Im Juli 2012 kündigte Ubisoft das auf der Serie basierende Videospiel Spartacus Legends an, welches im Sommer 2013 via Download für Xbox 360 und PlayStation 3 erschienen ist.

### Brettspiele
Der Verlag Galeforce Nine bzw. Heidelberger Spieleverlag vertreibt das Brettspiel zur Serie Spartacus: A Game of Blood and Treachery, welches international gute Bewertungen erhielt, sowie eine Erweiterung Spartacus: The Serpents and the Wolf Expansion Set.

## Auszeichnungen (Auswahl)
Darstellerin Lucy Lawless erhielt 2011 einen Saturn Award als Beste Nebendarstellerin.
Die Prequel-Serie Spartacus: Gods of the Arena wurde bei der Saturn-Award-Verleihung 2012 in der Kategorie Beste DVD-TV-Serienveröffentlichung ausgezeichnet.

## Parodie
Im Jahr 2012 erschien die US-amerikanische Porno-Parodie Spartacus MMXII: The Beginning, die freizügig auf der Serienvorlage basiert. Die Sexindustrie würdigte die Blockbusterqualität des Films 2013 mit drei Siegen und zahlreichen Nominierungen beim AVN Award, dem XBIZ Award, dem XRCO Award und den NightMoves Awards. Als Darsteller sind u. a. Andy San Dimas als Neavia, Gracie Glam als Milana, India Summer als Gaia, Jenna Presley als Sura, Tanya Tate als Ilithyia und Tommy Gunn als Crixus zu sehen.